# Dewald Brevis
Dewald Brevis (nacido el 29 de abril de 2003) es un jugador de críquet sudafricano. Es ampliamente conocido como 'Baby AB' por su estilo de juego similar al de AB de Villiers. En noviembre de 2021, Brevis fue incluido en el equipo de Sudáfrica para la Copa Mundial de Críquet Sub-19 del Consejo Internacional de Críquet de 2022 en las Indias Occidentales. Dewald Brevis ha batido el récord mundial de más carreras en un solo torneo de la Copa Mundial Sub-19. Brevis anotó 506 carreras en la Copa Mundial Sub-19 de 2022.

## Trayectoria deportiva
El 8 de octubre de 2021, Brevis hizo su debut en el Twenty20 con la Sub-19 de Sudáfrica en el torneo eliminatorio provincial Twenty20 de la CSA 2021-22. En el torneo de la Copa Mundial de Críquet Sub-19 de la ICC de 2022, anotó doscientos tres cincuenta y fue nombrado Jugador del Torneo. En febrero de 2022, los indios de Mumbai compraron Brevis en la subasta de la liga premier india de 2022.